# Junonalia
La Junonalia (o los Junonales; o la Iunonalia) es una fiesta romana en honor a Juno, que se celebra el 7 de marzo (las Nones). Entre los calendarios romanos existentes, aparece solo en el Calendario de Filócalo (354 d. C.), y se agregó al calendario festivo después de mediados del siglo I d. C.
La Junonalia se atestigua también en un poema fragmentario llamado De Iunonalibus, atribuido a Claudiano. En él, Juno es la señora del polo celeste, y la esposa y hermana del rey del cielo. También se menciona su función como diosa de los vínculos matrimoniales. Aunque el texto es conjetural en este punto, se podía pedir a esta diosa que concediera una devolución.
La Junonalia pudo haber concluido un festival de tres días que comenzaba el 5 de marzo con el Isidis Navigium, la "Navegación de Isis". En las Metamorfosis de Apuleyo, a Isis se la llama Reina del Cielo, y en el siglo II varias diosas, incluida Juno, compartían el epíteto Caelestis.
- Esta obra contiene una traducción  derivada de «Junonalia» de Wikipedia en inglés, concretamente de esta versión, publicada por sus editores bajo la Licencia de documentación libre de GNU y la Licencia Creative Commons Atribución-CompartirIgual 4.0 Internacional.